# Nicole Beumer
Nicole Beumer, née le 20 mars 1965 à Amsterdam, est une joueuse professionnelle de squash représentant les Pays-Bas. Elle atteint la 18e place mondiale sur le circuit international, son meilleur classement. Elle est championne des Pays-Bas en 1992.

## Biographie
Au cours de sa carrière internationale, elle est classée 18e au classement mondial. A la fin de sa carrière professionnelle de squash, elle étudie à l'école d'art d'Amsterdam (Wackers).
En 2007, elle a rejoint la fédération néerlandaise de squash en tant qu’entraîneur fédéral de l'équipe féminine de squash néerlandaise. Avec la sélection néerlandaise, elle se prépare aux championnats d'Europe et du monde. Lors des championnats d'Europe d'Amsterdam 2008 et de Malmö 2009, l'équipe féminine néerlandaise remporte la médaille d'argent. En mai 2009, les Pays-Bas remportent le titre européen avec Natalie Grinham lors du championnat d'Europe individuel 2009, Vanessa Atkinson remportant la médaille d'argent. Les Pays-Bas remportent le championnat d'Europe par équipes en mai 2010 à Aix-en-Provence avec une victoire historique contre l'Angleterre en demi-finale, qui pour la première fois depuis 32 ans doit abandonner le titre. Les Pays-Bas battent la France en finale et pour la première fois dans l'histoire, elle est championne d'Europe,.
En plus de son travail d’entraîneur fédéral, Nicole Beumer a mis sur pied une organisation qui organise des événements sportifs pour les milieux d'affaires en collaboration avec des champions du sport et des conférenciers.

## Palmarès

### Titres
- Championnats des Pays-Bas : 1992

### Finales
- Championnats d'Europe par équipes : 2 finales (1990, 1995)